# Saint Georges (cathédrale de la Dormition)
Pour les articles homonymes, voir Saint-Georges.
Saint Georges (icône de la cathédrale de la Dormition) — (en russe : Святой Георгий) est une icône russe pré-mongole de Novgorod, représentant saint Georges en buste et en arme, qui est exposée aujourd'hui à la cathédrale de la Dormition du Kremlin à Moscou. Elle date de la fin du XIe  ou du XIIe siècle et est l'une des plus anciennes icônes de Russie.

## Origine
Selon l'historien d'art Victor Lazarev, elle est originaire de Novgorod et c'est le tsar Ivan le Terrible qui l'amena à Moscou avec de nombreuses autres œuvres saintes locales. L'icône présente des analogies avec les œuvres de l'empire byzantin, les monuments du XIIe siècle et représente le courant byzantin dans les œuvres originaire de la région de Novgorod .
Il est probable que la commande de cette icône ait été passée par le prince Iouri Bogolioubski, (fils cadet d'André Ier Bogolioubski), expulsé en 1174 de la ville de Novgorod, et parti vers la Géorgie, où il devint le premier mari de Tamar de Géorgie. L'icône pourrait représenter l'image de son saint patron, qu'il déposa au monastère Saint-Georges de Iouriev.
Il existe des datations de la fin du XIe  début du  XIIe siècle, qui sont fondées sur la proximité stylistique de cette œuvre avec la mosaïque et les fresques de la cathédrale Sainte-Sophie de Kiev.

## Iconographie

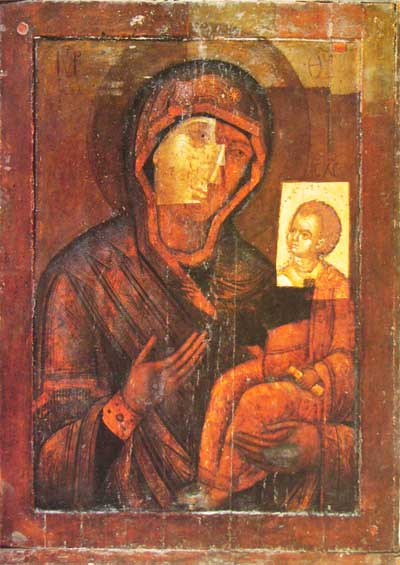
Notre-Dame Odigitria (revers de l'icône saint Georges)

La peinture ancienne de l'icône de saint Georges a bien résisté au temps (il existe des petites pertes de peinture sur le visage et sur le fond et des pertes plus substantielles sur les vêtements et le bas de l'icône), du fait sans doute que pendant longtemps l'icône a été recouverte d'une épaisse couche de marron foncé dont elle n'a été débarrassée qu'en 1930.
L'icône représente en buste l'image de saint Georges en jeune soldat. Dans sa main droite il tient une lance, et dans la gauche une épée. La forme de croix de cette dernière remplace la croix du martyr . L'image du saint occupe presque toute la surface de la doska. Sa main près du cadre renforce le sentiment de puissance qui émane de sa face. Le visage est de forme ovale régulière, les cheveux sont représentés bruns et épais. Les yeux sont grands et regardent vers le spectateur. Sa carnation est blanchâtre, ses joues sont un peu rouges. L'artiste confère une signification importante aux armes et à l'armure qu'il représente en détail (chaque fixation des plaques de l'armure est représentée par exemple).
Au dos de l'icône, sous des anciennes inscriptions, une figure de Notre-Dame Odigitria est représentée. Elle est due à des maîtres grecs qui ont travaillé à Moscou et est datée du milieu du XIVe siècle. Sous cette icône, se trouve encore une peinture antérieure dont le degré de conservation est inconnu et dont il ne reste que la figure de l'Enfant-Jésus.